# Фабриціус Ірина Василівна
Ірина Василівна Фабриціус (травень 1882 р. —  6 січня 1966 р.) — українська археологиня першої половини XX століття, кандидатка історичних наук. Перш за все відома як фахівчиня з історії і культури степових скіфських племен і населення лісостепової України скіфського часу.
З 1925 року директорка Херсонського краєзнавчого музею. За час її директорства Херсонський музей залишався помітним центром українізації регіону — завдяки вивченню української історії та культури, поширенню ідей українського патріотизму.

## Біографія

### Ранні роки
Народилася в травні 1882 року в Києві. Батько — Василь Іванович Фабриціус — учений, професор Київського університету.
Ще дівчинкою Ірина Фабриціус потрапила у Херсон. У 1900 році вона закінчила Другу Херсонську жіночу гімназію із золотою медаллю, яка засвідчує її високий інтелектуальний і творчий потенціал. Згодом продовжила навчання, отримавши в 1905 році вищу освіту в Санкт-Петербурзі в престижному навчальному закладі — Вищих Бестужевських жіночих курсах. Під керівництвом В. І. Гошкевича Фабриціус отримала також і прекрасну музейну підготовку.

### Робота в Херсоні
З 1913 по 1923 рр. Ірина Фабриціус працює помічницею зберігача, а з 1923 по 1925 рр.. — вже хранителькою фондів Херсонського історико-археологічного музею. Вже з юних років вона бере участь в археологічних дослідженнях Віктора Гошкевича, які він проводив на величезних просторах Херсонської губернії. Ця участь у подальшому допомогла створити їй величезну наукову роботу — «Археологічна карта Причорномор'я Української РСР». Довгі роки Ірина Фабриціус була не тільки найближчою помічницею і ученицею, але і соратницею Гошкевича. У 1925 році, після виходу Гошкевича на пенсію, Фабриціус стає директоркою музею. Херсонський музей в ті роки був одним з найкращих історико-археологічних музеїв України, як з підбору експонатів, так і по науковій і видавничій роботі. Музей мав власний друкований орган — «Літопис Херсонського історико-археологічного музею», два випуски якого — восьмий і дев'ятий — підготовлено та видано Іриною Фабриціус.
За час директорства Ірини Фабриціус Херсонський музей залишався помітним центром українізації регіону — завдяки вивченню української історії та культури, поширенню ідей українського патріотизму. Показовими в цьому плані є такі слова Ірини Фабриціус:
|  | … в кінці 18 століття були вигнані з Українського Причорномор'я татари і турки. І великодержавна Росія, яка раніше вже знищила волю України, зруйнувала тепер, коли не було татарсько-турецької загрози, останню опору козацтва — Січі Запорізькі. На степовому просторі почали ділити великі шматки землі і дарувати їх поміщикам; перетворили на кріпаків частину вільного населення, переселяли кріпаків і вільних з України, з Росії, навіть з Німеччини, Швеції, Сербії, Болгарії. Почали будувати міста і фортеці (тому що потужна Турецька держава назавжди залишилася ворогом Російської імперії). А цій частині України (губернії: Херсонська, Катеринославська, Таврійська) дали назву «Новоросія»;— Нова Росія, забувши, скільки століть Україна захищала своїми силами «степ широкий, край веселий». |

### Робота в Санкт-Петербурзі
У 1931 по 1936 рр. Ірина Фабриціус жила в Санкт-Петербурзі. Працювала в Ермітажі та Публічній бібліотеці ім. Салтикова-Щедріна. У 1937 році Фабриціус повертається в Україну, до Києва, куди її запросили на роботу в Інститут археології НАН України, на посаду старшої наукової співробітниці.

### Наукова діяльність
Початок самостійної наукової діяльності Ірини Фабриціус пов'язано з Херсонським міським музеєм старожитностей. Величезний вплив на формування наукових археологічних інтересів Фабриціус, після її повернення в Херсон, мав засновник музею, український археолог і краєзнавець Віктор Гошкевич. 
У період свого директорства Фабриціус проводила досить великі польові дослідні роботи. Це і розвідки з виявлення нових пам'яток археології, і розкопки кількох поселень, городищ, курганів. У 1924 році Ірина Фабриціус керувала розкопками Аджігільського античного городища (на березі Дніпровського лиману). Тоді ж був розкопаний курган біля села Лук'янівка, що надав дуже цінні знахідки з поховань білозерської культури доби пізньої бронзи (ранніх кіммерійців). Розкопки на Любимівському пізньоскіфському городищі I в. до н. е.-II ст. н. е., що проводилися протягом 1925–1929 рр., дозволили Фабриціус реконструювати його планування і конструкцію фортифікаційних споруд. На Гаврилівському пізньоскіфському городищі вона виявила культурний шар IV—III століть до н. е. Раніше воно вважалося тільки пам'ятником римського часу. Серед цікавих відкриттів Фабриціус виявлення і дослідження кількох поселень первісного часу, швидше за все енеолітичної епохи.
Роки роботи в Києві стали дуже плідними в науковій практиці Ірини Фабриціус. Особливо насиченою була наукова видавнича діяльність. Серед наукових інтересів переважали дослідження доби бронзи. Однак Ірина Фабриціус перш за все відома як фахівчиня з історії і культури степових скіфських племен і населення лісостепової України скіфського часу. У 1938–1940 роках вона керувала розкопками відкритого нею на річці Тясмин Шарпівського городища V століття нашої ери. І ці роботи, і це городище принесли українській археології тих часів заслужений авторитет. Завдяки цьому пам'ятнику були ретельно досліджені оборонні споруди, методи будівництва житла. Відкриті і ретельно вивчені залишки ковальського та керамічного виробництва. В результаті досліджень на Черкащині, в тому числі і Шарпівського городища, з'явилися статті науковиці — «Тясминська експедиція» і «Тясминська експедиція 1947 року».
У роки, що передували початку Другої світової війни, Ірина Фабриціус активно веде не тільки власну польову діяльність, але й бере участь у роботах кількох інших експедицій інституту археології Української Академії наук — Трипільської (1937 рік), Деснянської (1938 рік). У післявоєнні роки Фабриціус переважно займається видавничою діяльністю. Вона пише велику і дуже цікаву статтю «До питання про топографізацію племен Скіфії», де намагається за даними давньогрецького історика і мандрівника Геродота і картографування археологічних джерел виділити в Скіфії окремі регіони. У ці ж роки пише основну працю свого життя «Археологічна карта Причорномор'я Української РСР», що стала підсумком її багаторічних експедиційних і кабінетних досліджень. У цій величезній за обсягом науковій роботі Фабриціус узагальнила численні матеріали, зібрані протягом більш як півстоліття, як Віктором Гошкевичем, так і нею. Картою охоплено більшу частину Північного Причорномор'я, від Дунаю до Дніпра, в межах Одеської, Миколаївської, Херсонської, Кіровоградської, Дніпропетровської та Запорізької областей України і частково Молдови. Праця містить різноманітну інформацію про понад 700 археологічних об'єктів. Перший том, присвячений пам'ятникам межиріччя Дністра і Південного Бугу, опублікований в 1951 році. Другий том так і не побачив світ, однак він зберігається в науковому архіві Інституту археології НАН України. Отже, обидві частини цієї праці, так чи інакше, використовувалися всіма дослідниками археології Північного Причорномор'я.

### Останні роки
Померла Ірина Фабриціус 6 січня 1966 року на 84 році життя, в Санкт-Петербурзі, де і була похована.

## Наукові роботи Ірини Фабріциус
Fabritsius, I. V. (1929) ‘“Tzareva mogila”’, Eurosia Septent riokolis antiqua, (4), pp. 126–134.